# Fanna
Fanna is een gemeente in de Italiaanse provincie Pordenone (regio Friuli-Venezia Giulia) en telt 1553 inwoners (31-12-2004). De oppervlakte bedraagt 10,1 km², de bevolkingsdichtheid is 151 inwoners per km².
De naam Fanna is afgeleid van fanum (La: heiligdom, tempel, gewijde plaats in het woud)

## Demografie
Fanna telt ongeveer 631 huishoudens. Het aantal inwoners steeg in de periode 1991-2001 met 3,7% volgens cijfers uit de tienjaarlijkse volkstellingen van ISTAT.
| Jaar | Inwoneraantal |
| ---- | ------------- |
| 1991 | 1462          |
| 2001 | 1516          |

## Geografie
Fanna grenst aan de volgende gemeenten: Arba, Cavasso Nuovo, Frisanco, Maniago.
Andreis · Arba · Arzene · Aviano · Azzano Decimo · Barcis · Brugnera · Budoia · Caneva · Casarsa della Delizia · Castelnovo del Friuli · Cavasso Nuovo · Chions · Cimolais · Claut · Clauzetto · Cordenons · Cordovado · Erto e Casso · Fanna · Fiume Veneto · Fontanafredda · Frisanco · Maniago · Meduno · Montereale Valcellina · Morsano al Tagliamento · Pasiano di Pordenone · Pinzano al Tagliamento · Polcenigo · Porcia · Pordenone · Prata di Pordenone · Pravisdomini · Roveredo in Piano · Sacile · San Giorgio della Richinvelda · San Martino al Tagliamento · San Quirino · Sequals · Sesto al Reghena · San Vito al Tagliamento · Spilimbergo · Tramonti di Sopra · Tramonti di Sotto · Travesio · Vajont · Valvasone · Vito d'Asio · Vivaro · Zoppola
1. ↑  https://demo.istat.it/?l=it.